# Dunton (Bedfordshire)
Dunton – wieś w Anglii, w hrabstwie ceremonialnym Bedfordshire, w dystrykcie (unitary authority) Central Bedfordshire. Leży 19 km na wschód od centrum miasta Bedford i 65 km na północ od centrum Londynu.